# Węgiel pirolityczny
Węgiel pirolityczny (ang. Pyrolytic carbon) – materiał podobny do grafitu. Jest produktem człowieka i uważa się, że nie występuje w przyrodzie. Zwykle wytwarza się go przez ogrzewanie węglowodoru prawie do temperatury rozkładu i umożliwienie krystalizacji grafitu (piroliza). Węgiel pirolityczny może mieć różną mikrostrukturę (izotropową lub lamelarną) w zależności od warunków wytwarzania (temperatura, stężenie prekursora węgla, natężenie przepływu gazu itp.). Węgiel pirolityczny i inne węgle turbostratyczne różnią się tym od grafitu, że warstwy są nieuporządkowane, co powoduje zmarszczki lub zniekształcenia w obrębie warstw. Dzięki temu węgiel pirolityczny ma lepszą wytrzymałość mechaniczną w porównaniu z grafitem.

## Zastosowanie
Jest stosowany w stożkach czołowych rakiet i w silnikach rakietowych oraz do pokrywania prętów używanych jako paliwo w reaktorach jądrowych. W postaci włókien służy do wzmacniania tworzyw sztucznych i metali.
W większości zastosowań biomedycznych węgiel pirolityczny jest stosowany jako wszechstronna powłoka ze względu na dobrą biokompatybilność krwi i tkanek oraz nadzwyczajną odporność na zużycie, np. w sztucznych zastawkach serca, w których po dwudziestu latach od wszczepienia nie stwierdzano uszkodzeń strukturalnych. Można go osadzać na syntetycznych naczyniach krwionośnych, tworząc cienką warstwę o doskonałej zgodności z krwią, bez wpływu na elastyczność przeszczepów. Stosowany jest także w produkcji endoprotez ortopedycznych.